# Nicolas Deslauriers
Nicolas Deslauriers (ur. 22 lutego 1991 w LaSalle) – kanadyjski hokeista występujący na pozycji lewoskrzydłowego w Montreal Canadiens z National Hockey League (NHL).

## Kariera
Nicolas Deslauriers został wybrany przez drużynę Los Angeles Kings z 84. numerem w trzeciej rundzie NHL Entry Draft 2009. Początkowo występował na pozycji obrońcy; z powodu niewystarczającej liczby ofensywnych zawodników w drużynie Manchester Monarchs (afiliacja Los Angeles Kings), w trakcie obozu treningowego został przesunięty na pozycję lewoskrzydłowego. W marcu 2014 przeniósł się do Buffalo Sabres. W październiku 2017 drużyna z Buffalo oddała Nicolasa Deslauriers'a do Montreal Canadiens w zamian za Zacha Redmonda.

## Statystyki

### Sezon zasadniczy i play-off
| 2006–07     | Châteauguay Patriotes | QMAAA       | 43  | 2  | 10 | 12 | 28  | 3  | 1 | 0  | 1  | 4  |
| 2007–08     | Rouyn-Noranda Huskies | QMJHL       | 42  | 2  | 7  | 9  | 38  | 4  | 0 | 0  | 0  | 0  |
| 2008–09     | Rouyn-Noranda Huskies | QMJHL       | 68  | 11 | 19 | 30 | 80  | 6  | 2 | 2  | 4  | 8  |
| 2009–10     | Rouyn-Noranda Huskies | QMJHL       | 65  | 9  | 36 | 45 | 72  | 11 | 2 | 6  | 8  | 2  |
| 2010–11     | Gatineau Olympiques   | QMJHL       | 48  | 13 | 30 | 43 | 53  | 24 | 5 | 15 | 20 | 19 |
| 2011–12     | Manchester Monarchs   | AHL         | 65  | 1  | 3  | 14 | 67  | 4  | 0 | 0  | 0  | 7  |
| 2012–13     | Manchester Monarchs   | AHL         | 63  | 4  | 19 | 23 | 80  | 4  | 2 | 2  | 4  | 2  |
| 2013–14     | Manchester Monarchs   | AHL         | 60  | 18 | 21 | 39 | 76  | –  | – | –  | –  | –  |
| 2013–14     | Buffalo Sabres        | NHL         | 17  | 1  | 0  | 1  | 18  | –  | – | –  | –  | –  |
| 2013–14     | Rochester Americans   | AHL         | 5   | 1  | 2  | 3  | 9   | 5  | 1 | 1  | 2  | 9  |
| 2014–15     | Buffalo Sabres        | NHL         | 82  | 5  | 10 | 15 | 71  | –  | – | –  | –  | –  |
| 2015–16     | Buffalo Sabres        | NHL         | 70  | 6  | 6  | 12 | 59  | –  | – | –  | –  | –  |
| 2016–17     | Buffalo Sabres        | NHL         | 42  | 0  | 2  | 2  | 38  | –  | – | –  | –  | –  |
| 2017–18     | Laval Rocket          | AHL         | 14  | 3  | 2  | 5  | 16  | –  | – | –  | –  | –  |
| 2017–18     | Montreal Canadiens    | NHL         | 58  | 10 | 4  | 14 | 55  | –  | – | –  | –  | –  |
| NHL łącznie | NHL łącznie           | NHL łącznie | 269 | 22 | 22 | 44 | 241 | –  | – | –  | –  | –  |